# Вентурело (Перуђа)
Вентурело је насеље у Италији у округу Перуђа, региону Умбрија.
Према процени из 2011. у насељу је живело 39 становника. Насеље се налази на надморској висини од 169 м.